# Saïd Ouchène
Saïd Ouchène, né le 6 avril 1943 à Hydra dans les hauteurs d'Alger et mort le 14 mars 2023, est un footballeur international algérien évoluant au poste de gardien de but.
Il compte 18 sélections en équipe nationale entre 1972 et 1974.

## Biographie
Saïd Ouchène est international à partir de 1963, d'abord espoir, puis B, et international A à partir de décembre 1964, en amical contre la Chine à Alger, jusqu'en juin 1975, son dernier match contre la Tunisie à Tunis, dans le cadre des éliminatoires des Jeux olympiques de Montréal. Il compte 45 sélections A, et est également international de la sélection de police de 1966 au 1975.
C'est le seul gardien dans l'histoire du football algérien à avoir fait partie de la sélection africaine : en août 1973 à Guadalajara, au Mexique, à l'occasion de la mini coupe du monde, en tant que gardien n°1. Meilleur gardien aux Jeux africains de Lagos au Nigeria en janvier 1973, il a joué de 1962 à 1978 en 1ère division au NAHD, son seul et unique club dans sa carrière.
Il est entraîneur adjoint de l’Équipe nationale féminine avec le coach Azzedine Chih. Il est sacré champion arabe en 2006 .
Saïd Ouchène meurt le 14 mars 2023 d'une crise cardiaque, à l'âge de 79 ans,,.

## Palmarès
- Champion d'Algérie en 1967 avec le NA Hussein Dey.
- Vice-champion d'Algérie en 1964, 1973 et 1976 avec le NA Hussein Dey.
- Finaliste de la Coupe d'Algérie en 1968 avec le NA Hussein Dey.